# Heli Ribeiro Gomes
Heli Ribeiro Gomes (Campos dos Goytacazes, 22 de agosto de 1925 – 4 de março de 1992) foi um político brasileiro. Heli era proprietário da Usina Cambahyba, uma usina de açúcar localizada no município de Campos dos Goytacazes,  e que se tornou notória pelo fato de que, durante o período da ditadura militar no Brasil, ter sido utilizado para incinerar os corpos de opositores do regime.

## Biografia
Filho de Georgeta Ribeiro Gomes e de  de Sadi Ribeiro Gomes. Casou com Leda Lysandro de Albernaz Gomes. Fez o curso secundário no Colégio Bittencourt e formou-se contador pelo Colégio Batista, em Campos
Com o falecimento de seu sogro, o deputado federal Bartolomeu Lisandro de Albernaz (1953-1955), da União Democrática Nacional (UDN), tornou-se seu herdeiro político, optando, contudo, pela legenda do Partido Trabalhista Brasileiro (PTB).
Em outubro de 1958 foi eleito deputado federal pelo Estado do Rio de Janeiro. Assumiu o mandato em fevereiro de 1959. Em setembro de 1961, após a renúncia do presidente Jânio Quadros (25 de agosto), apoiou a edição pelo Congresso da Emenda Constitucional n.º 4 à Constituição brasileira de 1961, que implantou no país o sistema parlamentarista de governo. Participou, no governo Goulart (1961-1964), da campanha pela antecipação do plebiscito sobre o novo sistema, inicialmente previsto para o início de 1965 mas que acabaria por realizar-se em janeiro de 1963, determinando o retorno do presidencialismo.
Em 1968 tornou-se vice-governador biônico do antigo estado do Rio de Janeiro, na gestão de Jeremias Fontes (1967-1971) e presidente da seção estadual da Arena. Afastando-se do governo estadual, concorreu em 1970 ao Senado, porém sem conseguir eleger-se. Em 1972 disputou a prefeitura de Campos dos Goytacazes, sendo derrotado pelo candidato do Movimento Democrático Brasileiro (MDB), José Carlos Vieira Barbosa. Após as derrotas eleitorais que sofreu não mais candidatou-se a qualquer cargo eletivo, dedicando-se apenas à direção da Companhia Usina Cambaíba.